# Liste des communes de Mecklembourg-Poméranie-Occidentale
Cet article recense les communes de Mecklembourg-Poméranie-Occidentale, en Allemagne.

## Statistiques
Au 1er janvier 2009, le Land de Mecklembourg-Poméranie-Occidentale comprend 847 communes (Gemeinden en allemand) ou villes (Städte). Elles se répartissent de la sorte :
- 178 villes (Städte), dont :
  - 6 villes-arrondissements (kreisfreie Städte), y compris la capitale du Land, Schwerin ;
  - 24 villes en dehors d'un Amt (amtsfreie Städte), l'Amt étant une sorte de confédération de communes) ;
  - 54 villes appartenant à un Amt (amtsangehörige Städte) ;

- 763 communes (Gemeinden), dont :
  - 10 communes en dehors d'un Amt (amtsfreie Gemeinden) ;
  - 753 communes appartenant à un Amt (amtsangehörige Gemeinden).

Au total, le Land compte 79 Amt, regroupant 54 villes et 753 communes.

## Liste

### Villes-arrondissements
- Rostock
- Schwerin

### Villes et communes hors Amt
- Anklam (ville)
- Bad Doberan (ville)
- Binz
- Boizenburg/Elbe (ville)
- Boltenhagen
- Dargun (ville)
- Demmin (ville)
- Feldberger Seenlandschaft
- Graal-Müritz
- Grevesmühlen (ville)
- Grimmen (ville)
- Güstrow (ville)
- Hagenow (ville)
- Heringsdorf
- Kröpelin (ville)
- Kühlungsborn (ville)
- Lübtheen (ville)
- Ludwigslust (ville)
- Marlow (ville)
- Neubukow (ville)
- Neustrelitz (ville)
- Parchim (ville)
- Pasewalk (ville)
- Poel
- Putbus (ville)
- Sanitz
- Sassnitz (ville)
- Satow
- Strasburg (ville)
- Süderholz
- Teterow (ville)
- Ueckermünde (ville)
- Waren (Müritz) (ville)
- Zingst

### Liste complète

#### A
- Admannshagen-Bargeshagen
- Ahlbeck
- Ahrenshagen-Daskow
- Ahrenshoop
- Alt Bukow
- Altefähr
- Altenhagen
- Altenhof
- Altenkirchen
- Altenpleen
- Altentreptow (ville)
- Altkalen
- Alt Krenzlin
- Alt Meteln
- Alt Schwerin
- Alt Sührkow
- Alt Tellin
- Altwarp
- Altwigshagen
- Alt Zachun
- Am Salzhaff
- Ankershagen
- Anklam (ville)

#### B
- Baabe
- Bad Doberan (ville)
- Bad Kleinen
- Badow
- Bad Sülze (ville)
- Balow
- Bandelin
- Bandenitz
- Banzkow
- Bargischow
- Barkhagen
- Barnekow
- Barnin
- Bartelshagen
- Bartenshagen-Parkentin
- Barth (ville)
- Bartow
- Basedow
- Bastorf
- Baumgarten
- Beggerow
- Behnkendorf
- Behrenhoff
- Behren-Lübchin
- Belsch
- Bengerstorf
- Benitz
- Bentwisch
- Bentzin
- Benz (bei Wismar)
- Benz (Usedom)
- Bergen auf Rügen (ville)
- Bergholz
- Bernitt
- Bernstorf
- Beseritz
- Besitz
- Bibow
- Biendorf
- Binz
- Blankenberg
- Blankenhagen
- Blankenhof
- Blankensee (Mecklembourg-Strelitz)
- Blankensee (Uecker-Randow)
- Blesewitz
- Blievenstorf
- Blowatz
- Blumenhagen
- Blumenholz
- Bobitz
- Bobzin
- Boddin
- Boiensdorf
- Boizenburg/Elbe (ville)
- Boldekow
- Bollewick
- Boltenhagen
- Boock
- Börgerende-Rethwisch
- Borkow
- Born auf dem Darß
- Borrentin
- Börzow
- Brahlstorf
- Brandshagen
- Bredenfelde
- Breege
- Breesen
- Breest
- Brenz
- Bresegard bei Eldena
- Bresegard bei Picher
- Brietzig
- Briggow
- Bröbberow
- Broderstorf
- Brüel (ville)
- Brunow
- Brunn
- Brünzow
- Brüsewitz
- Buchberg
- Buchholz
- Buddenhagen
- Bugewitz
- Buggenhagen
- Bülow
- Burg Stargard (ville)
- Burow
- Buschvitz
- Bütow
- Butzow
- Bützow (ville)

#### C
- Cambs
- Cammin (Bad Doberan)
- Cammin (Mecklembourg-Strelitz)
- Carinerland
- Carlow
- Carpin
- Cölpin
- Cramonshagen
- Crivitz (ville)

#### D
- Dabel
- Daberkow
- Dahmen
- Dalberg-Wendelstorf
- Dalkendorf
- Dambeck
- Damerow
- Damm (Bad Doberan)
- Damm (Parchim)
- Damshagen
- Dargelin
- Dargen
- Dargun (ville)
- Dassow (ville)
- Datzetal
- Dechow
- Demen
- Demmin (ville)
- Dersekow
- Dersenow
- Dettmannsdorf
- Deyelsdorf
- Diedrichshagen
- Diekhof
- Dierhagen
- Diestelow
- Divitz-Spoldershagen
- Dobbertin
- Dobbin-Linstow
- Dobin am See
- Dolgen am See
- Dömitz (ville)
- Domsühl
- Dorf Mecklenburg
- Dragun
- Dranske
- Drechow
- Dreetz
- Dreschvitz
- Drewelow
- Ducherow
- Duckow
- Dümmer
- Dummerstorf
- Düvier

#### E
- Eggesin (ville)
- Eichhorst
- Eixen
- Eldena
- Elmenhorst (Bad Doberan)
- Elmenhorst (Poméranie-Occidentale-du-Nord)

#### F
- Fahrenwalde
- Faulenrost
- Feldberger Seenlandschaft
- Ferdinandshof
- Fincken
- Finkenthal
- Franzburg (ville)
- Friedland (ville)
- Friedrichsruhe
- Fuhlendorf
- Fünfseen

#### G
- Gadebusch (ville)
- Gägelow
- Gager
- Galenbeck
- Gallin
- Gallin-Kuppentin
- Gammelin
- Ganzlin
- Garz (Poméranie-Occidentale-de-l'Est)
- Garz (ville, Rügen)
- Gelbensande
- Genzkow
- Gielow
- Gingst
- Gischow
- Glasewitz
- Glasin
- Glasow
- Glewitz
- Glienke
- Glowe
- Gneven
- Gnevkow
- Gnewitz
- Gnoien (ville)
- Godendorf
- Godern
- Göhlen
- Göhren (Parchim)
- Göhren (Rügen)
- Göhren-Lebbin
- Golchen
- Goldberg (ville)
- Goldenstädt
- Gorlosen
- Görmin
- Gottesgabe
- Gotthun
- Graal-Müritz
- Grabow (ville)
- Grabow-Below
- Grabowhöfe
- Grambin
- Grambow (Mecklembourg-du-Nord-Ouest)
- Grambow (Uecker-Randow)
- Grammendorf
- Grammentin
- Grammow
- Gransebieth
- Granzin
- Grapzow
- Grebbin
- Grebs-Niendorf
- Greifswald (ville)
- Gremersdorf-Buchholz
- Gresse
- Greven
- Grevesmühlen (ville)
- Gribow
- Grieben
- Grimmen (ville)
- Grischow
- Groß Dratow
- Groß Flotow
- Groß Gievitz
- Groß Godems
- Groß Kelle
- Groß Kiesow
- Groß Kordshagen
- Groß Krams
- Groß Laasch
- Groß Luckow
- Groß Miltzow
- Groß Mohrdorf
- Groß Molzahn
- Groß Nemerow
- Groß Niendorf
- Groß Plasten
- Groß Polzin
- Groß Roge
- Groß Schwiesow
- Groß Siemz
- Groß Stieten
- Groß Teetzleben
- Groß Vielen
- Groß Wokern
- Groß Wüstenfelde
- Grünow
- Gültz
- Gülzow
- Gülzow-Prüzen
- Gustow
- Güstrow (ville)
- Gutow
- Gützkow (ville)

#### H
- Hagenow (ville)
- Hammer an der Uecker
- Hanshagen (Mecklembourg-du-Nord-Ouest)
- Hanshagen (Poméranie-Occidentale-de-l'Est)
- Heinrichsruh
- Heinrichswalde (Poméranie-Occidentale)
- Helpt
- Heringsdorf
- Herzberg
- Hiddensee
- Hinrichshagen (Müritz)
- Hinrichshagen (Poméranie-Occidentale-de-l'Est)
- Hintersee
- Hohenbollentin
- Hohen Demzin
- Hohendorf
- Hohenfelde
- Hohenkirchen
- Hohenmocker
- Hohen Pritz
- Hohen Sprenz
- Hohen Viecheln
- Hohen Wangelin
- Hohenzieritz
- Holdorf
- Holldorf
- Holthusen
- Hoort
- Hoppenrade
- Hornstorf
- Horst
- Hugoldsdorf
- Hülseburg

#### I
- Iven
- Ivenack

#### J
- Jabel
- Jaebetz
- Jakobsdorf
- Japenzin
- Jarmen (ville)
- Jatznick
- Jesendorf
- Jördenstorf
- Jürgenshagen
- Jürgenstorf

#### K
- Kalkhorst
- Kambs
- Kamminke
- Karbow-Vietlübbe
- Karenz
- Kargow
- Karlsburg
- Karlshagen
- Karnin
- Karow
- Karrenzin
- Karstädt
- Kassow
- Katzow
- Kavelstorf
- Kemnitz
- Kentzlin
- Kenz-Küstrow
- Kessin
- Kieve
- Kirchdorf
- Kirch Jesar
- Kirch Mulsow
- Kittendorf
- Klausdorf
- Klein Belitz
- Klein Bünzow
- Klein Kussewitz
- Klein Luckow
- Klein Lukow
- Klein Rogahn
- Klein Trebbow
- Klein Upahl
- Klein Vielen
- Kletzin
- Klink
- Klinken
- Klocksin
- Kluis
- Klütz (ville)
- Kneese
- Knorrendorf
- Koblentz
- Kobrow
- Köchelstorf
- Kogel
- Kölzin
- Königsfeld
- Körchow
- Korswandt
- Koserow
- Krackow
- Krakow am See (ville)
- Kramerhof
- Kratzeburg
- Kreien
- Krembz
- Kremmin
- Krien
- Kriesow
- Kritzmow
- Kritzow
- Kröpelin (ville)
- Kröslin
- Kruckow
- Krugsdorf
- Krukow
- Krummin
- Krusenfelde
- Krusenhagen
- Kublank
- Kuchelmiß
- Kuhlen-Wendorf
- Kühlungsborn (ville)
- Kuhs
- Kuhstorf
- Kummerow (Demmin)
- Kummerow (Poméranie-Occidentale-du-Nord)

#### L
- Laage (ville)
- Lalendorf
- Lambrechtshagen
- Lancken-Granitz
- Langen Brütz
- Langen Jarchow
- Langenhagen
- Langhagen
- Lansen-Schönau
- Lapitz
- Lärz
- Lassan (ville)
- Leezen
- Lehsen
- Leizen
- Lelkendorf
- Leopoldshagen
- Leussow
- Levenhagen
- Lieblingshof
- Liepen
- Liepgarten
- Lietzow
- Lindenberg
- Lindetal
- Lindholz
- Löbnitz
- Löcknitz
- Lockwisch
- Loddin
- Lohme
- Lohmen
- Loissin
- Loitz (ville)
- Löwitz
- Lübberstorf
- Lübesse
- Lüblow
- Lubmin
- Lübow
- Lübs
- Lübstorf
- Lübtheen (ville)
- Lübz (ville)
- Luckow
- Lüdersdorf
- Lüdershagen
- Ludorf
- Ludwigslust (ville)
- Lühburg
- Lühmannsdorf
- Lüssow (Mecklembourg-Poméranie-Occidentale)
- Lüssow (Güstrow)
- Lüssow (Poméranie-Occidentale-de-l'Est)
- Lutheran
- Lütow
- Lüttow-Valluhn
- Lützow

#### M
- Malchin (ville)
- Malchow (ville)
- Malk Göhren
- Mallentin
- Mallin
- Malliß
- Mandelshagen
- Marihn
- Marlow (ville)
- Marnitz
- Massow
- Matzlow-Garwitz
- Medow
- Meesiger
- Meiersberg
- Mellenthin
- Melz
- Menzendorf
- Mesekenhagen
- Mestlin
- Metelsdorf
- Middelhagen
- Mildenitz
- Millienhagen-Oebelitz
- Milow
- Miltzow
- Mirow (ville)
- Mistorf
- Möllenbeck (Möllenbeck)
- Möllenbeck (Mecklembourg-Strelitz)
- Möllenhagen
- Mollenstorf
- Mölln
- Mölschow
- Moltzow
- Mönchhagen
- Mönkebude
- Moor-Rolofshagen
- Moraas
- Muchow
- Mühl Rosin
- Mühlen Eichsen
- Murchin
- Mustin

#### N
- Nadrensee
- Neddemin
- Neetzka
- Neetzow
- Nesow
- Neu Bartelshagen
- Neu Boltenhagen
- Neubrandenbourg (ville)
- Neubukow (ville)
- Neuburg
- Neuendorf A
- Neuendorf B
- Neuenkirchen (Anklam-Land, Poméranie-Occidentale-de-l'Est)
- Neuenkirchen (Landhagen, Poméranie-Occidentale-de-l'Est)
- Neuenkirchen (Mecklembourg-Strelitz)
- Neuenkirchen (Rügen)
- Neu Gaarz
- Neu Gülze
- Neukalen (ville)
- Neu Kaliß
- Neukloster (ville)
- Neu Kosenow
- Neu Poserin
- Neustadt-Glewe (ville)
- Neustrelitz (ville)
- Neverin
- Nieden
- Niendorf
- Nienhagen
- Niepars
- Nossendorf
- Nossentiner Hütte
- Nostorf
- Nustrow

#### P
- Pampow
- Pantelitz
- Papendorf (Bad Doberan)
- Papendorf (Uecker-Randow)
- Papenhagen
- Papenhusen
- Parchim (ville)
- Parchtitz
- Pasewalk (ville)
- Passee
- Passow
- Pätow-Steegen
- Patzig
- Peenemünde
- Pelsin
- Penkow
- Penkun (ville)
- Penzin
- Penzlin (ville)
- Perlin
- Petersdorf
- Picher
- Pingelshagen
- Pinnow
- Plaaz
- Plate
- Plau am See (ville)
- Plöwen
- Plüschow
- Pokrent
- Pölchow
- Polzow
- Poppendorf
- Poseritz
- Postlow
- Pragsdorf
- Prebberede
- Preetz
- Prerow
- Priborn
- Priepert
- Pripsleben
- Prisannewitz
- Prislich
- Pritzier
- Prohn
- Pruchten
- Puchow
- Pudagla
- Pulow
- Putbus (ville)
- Putgarten
- Putzar

#### R
- Raben Steinfeld
- Raduhn
- Ralswiek
- Rambin
- Ramin
- Rankwitz
- Rappin
- Rastow
- Rathebur
- Rechlin
- Reddelich
- Redefin
- Rehna (ville)
- Reimershagen
- Reinberg
- Remplin
- Renzow
- Rerik (ville)
- Retschow
- Ribnitz-Damgarten (ville)
- Richtenberg (ville)
- Rieps
- Ritzerow
- Röbel (ville)
- Röckwitz
- Roduchelstorf
- Roggendorf
- Roggenstorf
- Roggentin (Bad Doberan)
- Roggentin (Mecklembourg-Strelitz)
- Rögnitz
- Rollwitz
- Rom
- Rosenow
- Rossin
- Rossow
- Rostock (ville)
- Rothemühl
- Rothenklempenow
- Rövershagen
- Rubenow
- Rubkow
- Rühn
- Rukieten
- Rüting

#### S
- Saal
- Sagard
- Samtens
- Sanitz
- Sarmstorf
- Sarnow
- Sarow
- Sassen-Trantow
- Sassnitz (ville)
- Satow
- Sauzin
- Schaprode
- Schimm
- Schlagsdorf
- Schlemmin
- Schloen
- Schmatzin
- Schönbeck
- Schönberg (ville)
- Schönfeld
- Schönhausen
- Schönwalde
- Schorssow
- Schossin
- Schwaan (ville)
- Schwanheide
- Schwarz
- Schwasdorf
- Schwerin (ville)
- Schwinkendorf
- Seehof
- Sehlen
- Sellin
- Selmsdorf
- Selpin
- Semlow
- Setzin
- Severin
- Siedenbollentin
- Siedenbrünzow
- Sietow
- Siggelkow
- Silz
- Sommersdorf
- Spantekow
- Splietsdorf
- Sponholz
- Spornitz
- Stäbelow
- Staven
- Stavenhagen (ville), Reuterstadt
- Steesow
- Steffenshagen
- Steinfeld
- Steinhagen (Güstrow)
- Steinhagen (Poméranie-Occidentale-du-Nord)
- Sternberg (ville)
- Stolpe
- Stolpe an der Peene
- Stolpe auf Usedom
- Stralendorf
- Stralsund (ville)
- Strasburg (Uckermark) (ville)
- Strohkirchen
- Stubbendorf
- Stuer
- Suckow
- Süderholz
- Sukow
- Sukow-Levitzow
- Sülstorf

#### T
- Tarnow
- Techentin
- Teldau
- Teschendorf
- Tessenow
- Tessin (ville)
- Tessin bei Boizenburg
- Testorf-Steinfort
- Teterow (ville)
- Thandorf
- Thelkow
- Thesenvitz
- Thiessow
- Thulendorf
- Thürkow
- Toddin
- Torgelow (ville)
- Torgelow am See
- Torgelow-Holländerei
- Tramm
- Trassenheide
- Trent
- Tribsees (ville)
- Trinwillershagen
- Trollenhagen
- Tutow
- Tützpatz

#### U
- Ückeritz
- Ueckermünde (ville)
- Uelitz
- Ummanz
- Upahl
- Usedom (ville)
- Userin
- Utecht
- Utzedel

#### V
- Varchentin
- Veelböken
- Velgast
- Vellahn
- Ventschow
- Verchen
- Vielank
- Vielist
- Viereck
- Vipperow
- Vitense
- Vogelsang-Warsin
- Voigtsdorf
- Vollrathsruhe
- Völschow
- Vorbeck

#### W
- Wackerow
- Wahlstorf
- Walkendorf
- Walow
- Wardow
- Waren (Müritz) (ville)
- Warin (ville)
- Warlitz
- Warlow
- Warnkenhagen
- Warnow (Güstrow)
- Warnow (Mecklembourg-du-Nord-Ouest)
- Warrenzin
- Warsow
- Wasdow
- Wedendorf
- Weitendorf (bei Brüel)
- Weitenhagen (Poméranie-Occidentale-de-l'Est)
- Weitenhagen (Poméranie-Occidentale-du-Nord)
- Wendisch Baggendorf
- Wendisch Priborn
- Wendisch Waren
- Wendorf
- Werder (Demmin)
- Werder (Parchim)
- Wesenberg (ville)
- Wessin
- Wieck auf dem Darß
- Wiek
- Wiendorf
- Wietstock
- Wildberg
- Wilhelmsburg
- Wilmshagen
- Wismar (ville)
- Wittenbeck
- Wittenburg (ville)
- Wittendörp
- Wittenförden
- Wittenhagen
- Witzin
- Wöbbelin
- Woggersin
- Wokuhl-Dabelow
- Wolde
- Woldegk (ville)
- Wolgast (ville)
- Wrangelsburg
- Wredenhagen
- Wulkenzin
- Wusterhusen
- Wustrow (Mecklembourg-Strelitz)
- Wustrow (Poméranie-Occidentale-du-Nord)

#### Z
- Zahrensdorf
- Zapel
- Zarnewanz
- Zarrendorf
- Zarrentin am Schaalsee (ville)
- Zehna
- Zemitz
- Zempin
- Zepelin
- Zepkow
- Zerrenthin
- Zettemin
- Zickhusen
- Ziegendorf
- Zierow
- Zierzow
- Ziesendorf
- Ziethen
- Zingst
- Zinnowitz
- Zirchow
- Zirkow
- Zirzow
- Zislow
- Zölkow
- Zülow
- Zurow
- Züsedom
- Züsow
- Züssow